# Khalid Labied
Khalid Labied (ar. خالد لبيض; ur. 24 sierpnia 1955 w Rabacie) – marokański piłkarz grający na pozycji napastnika. W swojej karierze grał w reprezentacji Maroka.

## Kariera klubowa
Swoją karierę piłkarską Labied rozpoczął w klubie FUS Rabat, w którym zadebiutował w 1974 roku i grał w nim do 1991 roku. W sezonie 1975/1976 zdobył z nim Puchar Maroka, a w sezonie 1980/1981 wywalczył z nim wicemistrzostwo kraju. W latach 1991–1993 występował w emirackim klubie Al-Ahli Dubaj, w którym zakończył karierę.

## Kariera reprezentacyjna
W reprezentacji Maroka Labied zadebiutował w 1979 roku. W 1986 roku został powołany do kadry na Puchar Narodów Afryki 1986. Na tym turnieju rozegrał dwa mecze grupowe: z Algierią (0:0) i z Zambią (1:0). Z Marokiem zajął 4. miejsce. W kadrze narodowej grał do 1986 roku.